# Шиміан (Мехедінць)
Шиміан (рум. Șimian) — село у повіті Мехедінць в Румунії. Входить до складу комуни Шиміан.
Село розташоване на відстані 269 км на захід від Бухареста, 4 км на південний схід від Дробета-Турну-Северина, 93 км на захід від Крайови.

## Населення
За даними перепису населення 2002 року у селі проживали 3700 осіб.
Національний склад населення села:
| Національність | Кількість осіб | Відсоток |
| -------------- | -------------- | -------- |
| румуни         | 3615           | 97,7%    |
| цигани         | 78             | 2,1%     |

Рідною мовою назвали:
| Мова      | Кількість осіб | Відсоток |
| --------- | -------------- | -------- |
| румунська | 3646           | 98,5%    |
| циганська | 51             | 1,4%     |